# Brasiliomyces malvastri
Brasiliomyces malvastri är en svampart som beskrevs av Viégas 1944. Brasiliomyces malvastri ingår i släktet Brasiliomyces och familjen Erysiphaceae.   Inga underarter finns listade i Catalogue of Life.